# Christian Dusart
Christian Jansz. Dusart, född 1618, död omkring 1682, var en nederländsk konstnär.
Dusart var verksam i Amsterdam dels som målare, dels som färgare. Dusart stod Rembrandt nära under dennes sista år. Bland Dusarts mycket sällsynta målningar finns i Sverige ett 1656 signerat porträtt av Krister Bonde på Vibyholmssamlingen.